# Orbitestella bastowi
Orbitestella bastowi är en snäckart som beskrevs av Gatliff 1906. Orbitestella bastowi ingår i släktet Orbitestella och familjen Orbitestellidae. Inga underarter finns listade i Catalogue of Life.